# مدينة الملك عبد الله الاقتصادية
مدينة الملك عبد الله الاقتصادية (KAEC) مدينة سعودية مستحدثة ذات طابع اقتصادي أعلن عن إنشائها خادم الحرمين الشريفين الملك عبد الله بن عبد العزيز عام 2005م وتقع في محافظة رابغ منطقة مكة المكرمة في القضيمة وصعبر. تبلغ تكلفة مشروع المدينة 100 مليار دولار أمريكي حوالي 375 مليارات ريال سعودي، وتنفذه شركة إعمار المدينة الاقتصادية. والرئيس التنفيذي لشركة مدينة الملك عبد الله الاقتصادية عبد العزيز النويصر.
تتولى شركة إعمار المدينة الاقتصادية مهمة تطوير مدينة الملك عبد الله الاقتصادية، وهي شركة عقارية مدرجة في البورصة السعودية تداول، وتركّز بالدرجة الأولى على تخطيط وتطوير المدينة. وقد حققت إعمار المدينة الاقتصادية إنجازًا تاريخيًّا عندما طرحت أول اكتتاب عام أولي لها في يوليو عام 2006م حيث شهد هذا الطرح اكتتاب أكثر من نصف المواطنين السعوديين. تُدار الشركة من قبل إعمار العقارية وعدد من المستثمرين رفيعي المستوى في المملكة. هيئة المدن الاقتصادية هي الجهة والمظلة التنظيمية للمدن والمناطق الاقتصادية الخاصة في المملكة العربية السعودية، ويقع مقرها في مدينة الملك عبد الله الاقتصادية. تقدّم الهيئة للمستثمرين والمقيمين مجموعة شاملة من الحوافز والمزايا في مجالات متنوعة مثل الملكية الأجنبية بنسبة 100% للشركات والأفراد، وتنظيمات الميناء البحري ومنطقة البضائع، وسهولة الحصول على التصريحات والتراخيص المتعلقة بالإقامة والعمل والشؤون التشغيلية، وملكية وإدارة العقارات.

## تأسيس المدينة
أسست المدينة في عام 2005م من قبل الملك عبدالله بن عبدالعزيز وهي ضمن برنامج 10X10  بهدف وضع المملكة العربية السعودية من بين العشرة الأوائل في العالم في الدول الأكثر جذب وتنافسية للاستثمار وذلك بحلول عام 2010م التي خططت له الهيئة العامة للاستثمار. تقع مدينة الملك عبد الله الاقتصادية على مساحة 173 كم ² (66.8 ميل مربع)، وتقع المدينة على طول ساحل البحر الأحمر حوالي 100 كم شمال مدينة جدة، المدينة أيضا تقع على نحو ساعة بالسيارة بعيداً عن المدن الإسلامية المقدسة مكة المكرمة والمدينة المنورة. وتنقسم المدينة إلى ستة عناصر رئيسية هي: المنطقة الصناعية، والميناء البحري، والمناطق السكنية، ومنتجع البحر، والمدينة التعليمية، ومنطقة الأعمال المركزية الذي يضم جزيرة مالية.
التكلفة الإجمالية للمدينة هي 100 مليار دولار أمريكي حوالي 375 مليارات ريال سعودي. المشروع الذي يجري بناؤه من قبل شركة إعمار المدينة الاقتصادية التي تم إنشاؤها من قبل شركة إعمار العقارية ومقرها دبي وهي شركة مساهمة عامة وأحد أكبر الشركات العقارية في العالم، والهيئة العامة للاستثمار هي الممول الرئيسي للمشروع.
حيث اكتملت المرحلة الأولى من المدينة في عام 2010م، في حين أن المدينة كلها سوف تكتمل بحلول عام 2030م. تسعى المدينة في المساعدة لتنويع الاقتصاد المعتمد على النفط المملكة العربية السعودية من خلال جلب الاستثمارات الأجنبية والمحلية المباشرة. المدينة أيضا سوف تساعد على خلق ما يصل إلى مليون فرصة عمل للشباب من البلاد، حيث 40٪ من السكان هم دون سن الـ15.

## أقسام المدينة

### ميناء الملك عبد الله
يحتل الميناء مساحة قدرها 2.5 مليون متر مربع، ويعتبر أكبر ميناء في الشرق الأوسط وضمن أكبر الموانئ بالعالم. واستطاع منذ بدء تشغيله نقل نصف مليون حاوية. في عام 2016م سوف يكتمل أعمال توسعة الميناء وسوف تصل طاقة استيعابه إلى 4 ملايين حاوية. وسيكون وصلة ما بين المملكة العربية السعودية والعالم من جهة ووصلة ما بين آسيا وأفريقيا وأوروبا من جهة أخرى، حيث يمثل محطة إضافية على البحر الأحمر، تتوقف عندها البضائع المشحونة ما بين البحر الأبيض المتوسط والمحيط الهندي. ويتميز الميناء بأنه مجهز بوسائل تعقب للسفن عن طريق الأقمار الصناعية ووسائل حديثة كثيرة. وسيقوم الميناء باستقبال الحجيج سنويًّا، ويتمكن من استيعاب 300,000 حاج سنويًّا في طريقهم إلى مكة المكرمة والمدينة المنورة المدن المقدسة للمسلم.

### الوادي الصناعي

المنطقة الصناعية

و تتضمن المرحلة الأولى منه مساحات مبنية قدرها 6.24 مليون متر مربع حيث يحتوي أيضًا مختبرات للأبحاث والتطوير. في فبراير 2012م أكد أحمد لنجاوي، رئيس قطاع الصناعة والخدمات في مدينة الملك عبد الله الاقتصادية، لموقع «نقودي.كوم» إن إجمالي الأراضي الصناعية في المدينة تبلغ نحو 8 ملايين متر مربع، تتركز معظمها على مصانع الأدوية والأغذية.

### الجزيرة المالية
وسيكون في الجزيرة المالية المؤسسات المالية الدولية، من بنوك ودور للتمويل. ويوجد في وسط الجزيرة برجان شامخان بارتفاعات تصل إلى مائة طابق، مع غيرهما من المباني الشاهقة في الجزيرة ستوفر المباني الشاهقة مساحات كبيرة للمكاتب تقدر بـ:
- 500,000 متر مربع من المكاتب.
- 420 برجًا
- 60,00 متر مربع من مراكز المؤتمرات والفنادق.
- 1,200 غرفة فندقية للأعمال.

### الأحياء السكنية

صورة لأحد الأحياء السكنية

تحتوي المدينة على 5 أحياء سكنية، وتقدر الأرقام أن عدد المقيمين إقامة دائمة بالمدينة سيكون نصف مليون شخص، علاوة على ذلك الزوار:
- حي المروج في فبراير 2019م، حصل حي المروج على جائزة «أفضل حي سكني متعدد الاستخدامات لعام 2018» على مستوى المنطقة العربية، خلال حفل جوائز نظمته «ذا انترناشونال بروبيرتي أوردز- IPA» العالمية في مدينة لندن.[15]
- حي البيلسان.
- حي التالة جاردنز.
- حي الواحة.
- حي الشروق.[16]

#### مركز المدينة
يشمل منشآت وتسهيلات متعددة ومتنوعة، ويضم أيضًا مراكز تجارية.

#### الكورنيش
وستحوي المنطقة كورنيشًا بحريًّا يلتف حول مرسى بحري يحوي نادي لليخوت، وأيضا ستحوي مباني المنطقة لمسات من العمارة الإسلامية العريقة. وسيتيح الحي فرصًا لإقامة وتشغيل المرافق الترفيهية والسياحية كالمطاعم والمقاهي ومراكز التسوق والترفيه.

### المنطقة التعليمية
وتحوي المنطقة على مدارس لجميع المراحل التعليمية إلى جانب الكليات والمعاهد ومراكز الأبحاث المجهزة بالكامل كل ذلك على أعلى طراز.

## وصلات خارجية
- موقع مدينة الملك عبد الله الاقتصادية

1. 1 2  تحت المجهر: ميناء الملك عبد الله نسخة محفوظة 16 سبتمبر 2017 على موقع واي باك مشين.
2. ↑  "King Abdullah Economic City: Moving Forward". مدينة الملك عبدالله الاقتصادية (بالإنجليزية). Archived from the original on 2019-02-24. Retrieved 2019-02-24.
3. ↑  "arabian business". مؤرشف من الأصل في 2018-04-27.
4. ↑  Smith، Sylvia (20 مارس 2015). "Saudi Arabia's new desert megacity". بي بي سي نيوز. مؤرشف من الأصل في 2019-05-07. اطلع عليه بتاريخ 2015-03-20.
5. ↑  "King Abdullah Economic City: Moving Forward". اطلع عليه بتاريخ 2025-01-15.
6. ↑  نعمل على بناء مدينة عالمية جديدة تعود بالنفع على الشركات والمواطنين وكامل المملكة العربية السعودية نسخة محفوظة 24 أكتوبر 2017 على موقع واي باك مشين.
7. ↑  Overview of 10x10 Programنسخة محفوظة 2020-04-05 على موقع واي باك مشين.
8. ↑  NCC (National Competitveness Center)Overview نسخة محفوظة 2020-04-05 على موقع واي باك مشين.
9. ↑  Thorold، Crispin (11 يونيو 2008). "BBC - New cities rise from Saudi desert". BBC News. مؤرشف من الأصل في 2019-01-06. اطلع عليه بتاريخ 2010-01-05.
10. ↑  Mouawad، Jad (20 يناير 2008). "New York Times - The Construction Site Called Saudi Arabia". The New York Times. مؤرشف من الأصل في 2018-12-25. اطلع عليه بتاريخ 2010-05-07.
11. ↑  شركات عالمية تسوق ميناء الملك عبد الله الاقتصادي لاستقطاب شركات الشحن الدولية نسخة محفوظة 04 مارس 2016 على موقع واي باك مشين.
12. ↑  طاقة ميناء الملك عبدالله ستصل إلى 4 ملايين حاوية نسخة محفوظة 05 مارس 2016 على موقع واي باك مشين.
13. ↑  "King Abdullah Port in KAEC to rival freight operation in Dubai". Saudi Gazette. Jeddah. 24 مارس 2015. مؤرشف من الأصل في 2015-07-11. اطلع عليه بتاريخ 2015-04-24.
14. ↑  تقرير نقودي.كوم
15. ↑  "اقتصادي / حي المروج بمدينة الملك عبدالله الاقتصادية يحصد جائزة أفضل "حي سكني متعدد الاستخدامات" لعام 2018م وكالة الأنباء السعودية". www.spa.gov.sa. مؤرشف من الأصل في 2019-02-25. اطلع عليه بتاريخ 2019-02-24.
16. ↑  "King Abdullah Economic City: Moving Forward". مدينة الملك عبدالله الاقتصادية (بالإنجليزية). 5 Jan 2015. Archived from the original on 2018-08-09. Retrieved 2019-02-24.